# Теория двойного кодирования
Теория двойного кодирования, ТДК (англ. Dual coding theory) – когнитивная теория, разработанная Алланом Пайвио, которая предполагает, что познание состоит из двух независимых подсистем – вербальной и невербальной. Они одновременно обрабатывают языковую (устная и письменная речь) и неязыковую (образы) поступающую информацию соответственно, создавая в сознании некие репрезентации. Они отражают наши внутренние представления об окружающей действительности и называются логогенами (словесные) и имагенами (образные).
Как репрезентации внутри подсистем, так и сами подсистемы работают взаимосвязано и тем самым организуют и сопоставляют объекты в сознании. Так, связи между репрезентациями внутри одной подсистемы называются ассоциативными – например, вместе со словом “мед” может появиться слово “пчела”, так же как с образом стола может возникнуть образ стула. В свою очередь, между подсистемами образуются референтные связи – например, со словом “лимон” обычно появляется образ небольшого желтого фрукта округлой формы. Важно, что все репрезентации модально-специфичны – отдельным зрительным, тактильным, слуховым, двигательным свойствам языковой и неязыковой информации соответствуют отдельные логогены и имагены.
Основываясь на этих взаимосвязях, работа логогенов и имагенов происходит на трех уровнях:
1. Низший уровень – активизация отдельных единичных репрезентаций внутри каждой подсистемы в ответ на появление слов и образов. При этом важную роль играют именно их физические характеристики, которые позволяют отличить один объект от другого.
2. Уровень референции – взаимная активизация репрезентаций между двумя подсистемами (логоген-имаген; имаген-логоген). Например, когда перед нами стоит задача “называть картинку” или “представить слово”.
3. Ассоциативный уровень – взаимная активизация репрезентаций (логоген-логоген; имаген-имаген) внутри каждой подсистемы. Особенно проявляется при восприятии абстрактных слов и образов.

## Историческая справка
Как было упомянуто ранее, ТДК была создана канадским психологом Аланном Пайвио в 1971 году. Эта тема многократно раскрывалась им в нескольких книгах и сотне статей, выпущенных вплоть до 2014 года. Особую роль теория имела в контексте подходов к образованию и была описана в книге “Dual Coding Theory and Education” совместно с коллегой Д. Кларком в 1991 году. 
ТДК пришла на смену тем теориям кодирования, которые были сконцентрированы на исключительности языка и отрицали значение образной составляющей. Такой подход был распространён в образовании и религии с эпохи Возрождения. Конечной точкой этих взглядов стало понимание мышления как внутренней речи. Кроме этого, были более упрощенные теории, в которых предполагалось существование схем и пропозиций. Последующие более комплексные, расширенные теории, в которых признаются вербальные и невербальные репрезентации, выведены из ТДК. Одной из них выступает, например, теория мультимедийного обучения. 
Так, ТДК была подтверждена многими исследованиями и показала, что когнитивная переработка той информации, к которой невозможно подобрать образ, отличается от той, где образ имеет превалирующее значение. Было продемонстрировано, что запоминание улучшается, если поступающая информация представлена в обеих формах кодирования – группа слов, легко вызывающих образы, была запомнена лучше, чем группа слов, к которым невозможно подобрать образ. Тем не менее теория подвергалась критике, которую рассмотрим ниже.   

## Основные положения
Основные положения теории были сформулированы в контексте образования вместе с Д. Кларком: 
1. Запоминание улучшается, если поступающая информация представлена в обеих формах кодирования (см. выше).
2. Прошлый опыт играет ключевую роль в формировании взаимосвязей между репрезентациями. Он может быть как коллективный, свойственный для всех людей, так и индивидуальный, зависящий исключительно от личной истории.
3. Вербальная информация может быть организована невербальным способом – в виде таблиц, схем, графиков и классификаций, где отражены какие-либо связи слов. Например, как в пирамиде Маслоу. При этом важно, что и не всякий невербальный способ представления информации одинаково эффективен для разных людей. Это также обусловлено индивидуальными особенностями восприятия.
4. Контекст определяет, какие в конкретный момент времени репрезентации активизируются и как связываются. Контекст может задаваться определёнными задачами, которые ставятся перед человеком, или обстоятельствами в целом.
5. Степень конкретности информации определяет то, насколько хорошо она будет воспринята и запомнена – продуктивность запоминания конкретных объектов выше, чем абстрактных, в соотношении 2:1.
6. Конкретная информация может выступать подсказкой для припоминания объектов. Был проведен эксперимент, где школьников просили прочитать текст и затем описать сцены, которые больше запомнились[8]. Так, дети, которые запомнили кульминационное, яркое и конкретное событие, лучше вспомнили остальные сцены. В то же время дети, которые не обратили внимания на кульминацию, справились с воспроизведением событий хуже. Это положение также правдиво в отношении мнемонических техник, в которых для лучшего запоминания абстрактные слово или образ ассоциируются с более конкретными.

Таким образом, следование этим аспектам в обучении получило широкое  распространение, что повысило его эффективность – преподаватели все больше начали применять как вербальные, так и невербальные способы передачи информации.

## Связанные теории
Представление о том, что в сознании обрабатывается языковая и неязыковая информация, согласуется, например, с теориями Дж. Брунера и Ж. Пиаже. Они считали, что основным механизмом перехода от моторных действий к образам и понятиям является интериоризация. Так, Брунер предлагал представлять предметы познания наглядно-действенным, наглядно-образным и словесно-логическим способами. Пиаже, в свою очередь, писал о 3 стадиях развития интеллекта: сенсомоторная, наглядно-интуитивная и операциональная. Кроме этого, есть некоторые совпадения ТДК с моделью рабочей памяти А. Бэддели, где выделяются фонологический, визуально-пространственный и исполнительный компоненты памяти.    

## Критика
Основным недостатком ТДК считается необоснованность механизма переработки выделенных единиц репрезентации. Например, рассмотренные эффекты запоминания могут быть объяснены уровнями обработки информации, согласно теории Ф. Крейка и Р. Локхарта, а не различиями между вербальным и невербальным кодированием. Так, Андерсон эмпирически подтвердил, что образы не обязательно запоминаются лучше, если при этом слова “глубоко обработаны”. Также есть мнение, что вся информация, даже вербальная, в сознании представляется в образной форме. В исследовании Ришар испытуемым была предложена вербальная информация о попарном расположении объектов, которая впоследствии ими не запомнилась – осталось только образно-пространственное представление.